# Alfred Schwingenstein
Alfred Schwingenstein (* 16. Dezember 1919 in Ulm; † 3. Juli 1997 in München) war ein deutscher Jurist, Diplom-Volkswirt und Verleger.

## Leben und Wirken
Alfred Schwingenstein war der Sohn des katholischen Verlegers August Schwingenstein. Er studierte Philosophie, Zeitungswissenschaft und Betriebswirtschaft an der Universität München mit dem Abschluss eines Diplom-Volkswirts.
Als neunzehnjähriger praktizierender Katholik erlebte er die Pogromnacht in München und notierte am 10. November 1938 schockiert in sein Tagebuch:

„Zunächst brannten noch am gestrigen Abend die Synagogen. Im Laufe der Nacht wurden dann die Auslagenscheiben sämtlicher jüdischen Geschäfte zertrümmert und teilweise (die Läden) innen angezündet. Im frühen Morgen wurden dann zirka 1.000 Juden aus München als Geiseln in Schutzhaft genommen. Das Bild der größten Verwüstung bot nach Berichten das Kaufhaus Uhlfeder. Das war also die Antwort des deutschen Kulturvolkes auf die Wahnsinnstat dieses siebzehnjährigen Jungen. Ist das das vornehme Verhalten des nordischen Menschen?“

Am Tag darauf fuhr er fort:

„Für heute Abend sind (in München) 20 Kundgebungen angesetzt. Auch Gauleiter Wagner wird im Zirkus Krone sprechen. In einem Aufruf fordert er auf zum Kampf gegen die schwarzen und roten Bundesgenossen (der Juden). Was das zu bedeuten hat, wissen wir wohl. Morgen schon können unsere Fenster in Trümmer gehen.“

Am 12. November lautete sein Eintrag:

„Am Bischofshof sind im Erdgeschoß und im ersten Stock alle Fenster und Fensterstöcke zertrümmert. Man sagt, am Dom sei Papier gelegen. Flammen in ihm wären wohl das Zeichen des Endkampfes gewesen gegen die sogenannten schwarzen Bundesgenossen. Das ist also das deutsche Volk, das Volk der Dichter und Denker, das zu solch bolschewistischen Methoden greift, um sich angeblich rächen zu können … Mittags erfahre ich dann, daß auch in unserer Sakristei und im neuen Pfarrhof 32 Scheiben zertrümmert seien. Aus fast allen Kirchen liegen ähnliche Meldungen vor.“

Im Jahre 1945 wurde sein Vater Lizenzträger und zugleich Verlagsleiter der Süddeutschen Zeitung zusammen mit Edmund Goldschagg und Franz Josef Schöningh. In München steht auch die Wiege der KNA. Hier gründete Alfred Schwingenstein 1946 den ökumenisch ausgerichteten Christlichen Nachrichtendienst (CND), ohne den der Start von KNA nicht denkbar gewesen wäre. Im Jahre 1963 legte er seine Dissertation unter dem Titel Die wirtschaftlichen Ordnungsvorstellungen in den Verfassungen der deutschen Länder vor. 1976 wurde Alfred Schwingenstein auch Vorsitzer der SV-Gesellschafterversammlung. 

## Verlagserbe
Die Verlegerrechte blieben in den Familien. Der Eignerstamm des Süddeutschen Verlages im Jahre 1999 bestand aus Alfred Schwingenstein jr. (20,5 Prozent), dem Schöningh-Schwiegersohn Peter von Seidlein (23,1 Prozent) und Rolf Goldschagg (23,1 Prozent). Hinzu kamen später die Friedmanns und Hanns-Jörg Dürrmeier, der zugleich Vorsitzender der Gesellschafterversammlung war.

## Schriften
- Die wirtschaftlichen Ordnungsvorstellungen in den Verfassungen der deutschen Länder. Selbstverlag, München 1963; zugleich: Universität München, Staatswirtschaftliche Fakultät, Dissertation vom 26. November 1963